# Nơ lan Trung Bộ
Nơ lan Trung Bộ (danh pháp: Neuwiedia annamensis) là một loài thực vật có hoa trong họ Lan. Loài này được Gagnep. mô tả khoa học đầu tiên năm 1933. Chúng được tìm thấy ở miền Trung Việt Nam.